# آکواریوم ریپلی کانادا
آکواریوم ریپلی کانادا (انگلیسی: Ripley's Aquarium of Canada) یک آکواریوم عمومی در تورنتو ، انتاریو، کانادا است. این آکواریوم یکی از سه آکواریوم است که توسط ریپلی سرگرمی متعلق به آن است. موقعیت مکانی این اکواریون در مرکز شهر تورنتو، درست در جنوب شرقی برج سی ان واقع شده‌است. این آکواریوم دارای ۵٫۷ میلیون لیتر (۱٫۲۵ میلیون گالن) اب است و زیستگاه دریایی و آب شیرین از سراسر جهان است. در این آکواریوم بیش از ۱۶۰۰۰ نمونه موجودات دریایی آب شیرین عجیب و غریب از بیش از ۴۵۰ گونه وجود دارد.